# Église de Töölö
L'église de Töölö (en finnois : Töölön kirkko) est une église construite dans le quartier de Taka-Töölö à Helsinki,.

## Description
Représentant du classicisme nordique, l'édifice est conçu par Hilding Ekelund à suite d'un concours d'architectes. 
Construit en 1930, il sert de centre paroissial et devient une église à la création de la paroisse de Töölö en 1941.

## Décorations
L'église de Töölö a beaucoup d’œuvres artistiques comme :
- la sculpture Le Christ ressuscité de Gunnar Finne ;
- les vitraux de Gunnar Forsström ;
- les peintures murales de Paavo Leinonen ;
- les sculptures des apôtres Pierre, Paul, André et Thomas de Carl Wilhelms.